# Bulbophyllum dekockii
Bulbophyllum dekockii är en orkidéart som beskrevs av Johannes Jacobus Smith. Bulbophyllum dekockii ingår i släktet Bulbophyllum och familjen orkidéer. Inga underarter finns listade i Catalogue of Life.